# Kenwa Mabuni
 (juin 2009).
Si vous disposez d'ouvrages ou d'articles de référence ou si vous connaissez des sites web de qualité traitant du thème abordé ici, merci de compléter l'article en donnant les références utiles à sa vérifiabilité et en les liant à la section « Notes et références ».
Kenwa Mabuni (1889-1952) est un des fondateurs du karaté. Il créa le style Shitō-ryū.

## Biographie
Né à Shuri (Okinawa) en 1889, Kenwa Mabuni est un descendant de la célèbre famille de samouraïs Onigusukini. Peut-être à cause de sa constitution fragile, il commença son apprentissage de l'art du shuri-te (首里手) dans sa ville natale dès l'âge de treize ans sous la tutelle du légendaire Ankō Itosu (糸州安恒, 1813-1915). Il s'entraîna avec circonspection pendant de nombreuses années ; apprenant beaucoup de katas du grand maître. Ce fut Itosu qui élabora les katas pinan qui furent probablement dérivés de la forme de katas kushanku.
Un de ses proches amis, Chōjun Miyagi (宮城 長順, Miyagi Chōjun, fondateur du gōjū-ryū) présenta Mabuni à une autre personnalité de l'époque, Kanryō Higashionna (東恩納寛量), et il commença à apprendre le naha-te (那覇手) sous son instruction. Bien qu'Itosu et Higashionna enseignaient tous deux un style « dur-souple » du okinawa-te, leurs méthodes étaient assez différentes : l'enseignement d'Itosu incluait des techniques directes et puissantes comme celles démontrées dans les katas naifanchi et bassai ; celui de Higashionna, quant à lui, s'articulait particulièrement autour du déplacement circulaire et de méthodes de combat plus rapproché ainsi qu'on peut les découvrir dans les célèbres katas seipai et kururunfa. À ce jour, le karaté shitō-ryū se focalise toujours à la fois sur les techniques souples et dures.
Bien qu'il soit resté toujours fidèle à ses deux grands maîtres, Mabuni chercha à compléter et enrichir son apprentissage auprès d'autres professeurs : Seisho Aragaki, Tawada Shimboku, Sueyoshi Jino et Wu Xianhui (un maître de Chine connu sous le nom de Go Kenki). De fait, Mabuni était légendairement connu pour sa connaissance encyclopédique des katas et de leurs applications (appelés bunkai). Dès les années 1920, il était reconnu comme une référence dominante au sujet des katas d'Okinawa et de leur origine et était un professeur extrêmement recherché auprès de ses contemporains. Il existe même des preuves que son expérience était recherchée aussi bien en Chine, à Okinawa ainsi que bien évidemment au Japon. Par la suite, en tant que policier, il enseigna aux autorités locales et, sous l'encouragement de son professeur Itosu, aux diverses écoles de Shuri et Naha.
Pendant ces mêmes années, Mabuni fit partie d'un club de karaté qui était géré par Miyagi et Choyu Motobu, avec l'aide de Chomo Hanashiro et Juhatsu Kiyoda. Choyu Motobu est un maître de shuri-te (ancêtre du shorin-ryu) et du gotende, l'art secret de lutte de la cour royale d'Okinawa. Hanashiro était aussi expert de shuri-te tandis que Kiyoda et Miyagi avaient plus un bagage de naha-te. Connu comme le Ryūkyū tōde kenkyū-kai (« club de recherche du karaté des Ryūkyū »), ce dojo était une légende. Des experts d'horizons différents s'y entraînaient et y enseignaient. C'est là que Mabuni apprit certaines techniques de kung-fu de la grue blanche du Fujian du légendaire Woo Yin-gue, un marchand de thé chinois qui vivait à Okinawa.
Entre 1917 et 1928, Mabuni effectue un certain nombre de voyages à Tōkyō afin de populariser le karaté sur les îles principales du Japon. Bien que bien des choses concernant le tōde (le « poing de Chine » ou encore la « main du continent ») ou karaté avaient jusqu'alors été transmises comme un secret jalousement gardé sur plusieurs générations, Mabuni avait la vision que le karaté devrait être enseigné à quiconque cherchait la connaissance avec honnêteté et intégrité. En fait, nombre de maîtres de son époque partageaient ce point de vue : Gichin Funakoshi (船越義珍), fondateur du shōtōkan-ryū (松濤館) avait déjà émigré vers Tōkyō dans les années 1920 pour promouvoir son art à Honshū.
En 1929, Mabuni part habiter à Ōsaka afin de devenir instructeur de karaté à plein temps dans un style qu'il appellera hanko-ryū ou style « semi-dur ». Afin d'acquérir la reconnaissance officielle du Butokukai japonais, instance gouvernant tous les arts martiaux officiellement reconnus dans le pays, ses contemporains et lui décidèrent de nommer leur art karaté c'est-à-dire « main vide », plutôt que « main de Chine » afin de le faire sonner plus japonais. À peu près à la même période, peut-être même lorsqu'il introduisit son style au Butokukai, il décida qu'il était temps de changer le nom de son style en shitō-ryū en l'honneur de ses deux principaux maîtres. Mabuni dériva le nom de son nouveau style des premiers kanji d'Itosu et de Higashionna. Grâce au soutien de Ryūshō Sakagami (1915-1993), il ouvrit un certain nombre de dojos dans la région d'Ōsaka y compris à l'université Kansai et dans le dojo Karatedō Kai. À ce jour, la majeure partie des pratiquants du shitō-ryū se situe dans la région d'Ōsaka.
Mabuni publia plusieurs livres sur le sujet et continua de systématiser sa méthode d'apprentissage. À l'automne de sa vie, il développa plusieurs katas comme aoyagi qu'il élabora spécialement pour l'autodéfense enseignée aux femmes. Mabuni était sans doute, plus que n'importe quel autre maître du XXe siècle, versé dans les traditions et l'histoire du karaté bien que suffisamment avant-gardiste pour se rendre compte qu'il pourrait se répandre dans le monde entier. À ce jour, le shitō-ryū conserve les influences d'Itosu et de Higashionna : la liste officielle des katas est bien souvent énoncée en précisant ces deux origines.
Kenwa Mabuni mourut en 1952 et céda le flambeau à ses fils, Kenei et Kenzō. Son fils Kenzō est mort le 26 juin 2005.